# Список круглоротых и рыб, занесённых в Красную книгу Московской области
Список круглоротых и рыб, занесённых в Красную книгу Московской области — включает в себя 1 вид круглоротых и 10 видов рыб, занесенных в Красную книгу Московской обл. В 3-е издание книги (2018 год) включены, как охраняемые редкие и находящиеся под угрозой исчезновения виды в Московской области:
- Класс круглоротые:
  - Европейская ручьевая минога
- Класс лучеперые рыбы:
  - стерлядь
  - сом обыкновенный
  - жерех (популяции бассейна верхней р. Москвы и Канала им. Москвы с водохранилищами)
  - быстрянка
  - белоглазка (популяции бассейна верхней Волги (Иваньковское вдхр.) и Канала им. Москвы с водохранилищами)
  - синец
  - подкаменщик обыкновенный
  - хариус европейский
  - подуст
  - чехонь